# Зорица Томић
Зорица Томић (Београд, 29. јун 1959) српски је културолог, социолог културе, публициста и колумниста.

## Биографија
Дипломирала је филозофију на Филозофском факултету Универзитета у Београду где је и докторирала 1996. године. Данас живи у Београду са својом ћерком. Ради као редовни професор на Филолошком факултету у Београду где предаје Културологију и Комуникологију као и на Факултету за културу и медије Мегатренд универзитета, а до јануара 2005. године је четири године предавала на Факултету политичких наука.
Указом председника Србије, Бориса Тадића, донетим на основу Устава Србије, Зорица Томић је 16. септембра 2009. године постављена на дужност амбасадора Републике Србије при Сталној делегацији Републике Србије при УНЕСКО у Паризу. Са те позиције опозвана је 7. новембра 2013. године.

## Животни рад
Зорица Томић је културолог, социолог културе, публициста и колумниста у бројним новинама, међу којима су Блиц,  ТВ Новости и друге. Учесница је многих трибина, округлих столова и члан је редакције часописа Култура. Такође је и коаутор у више студија и монографија. Самостално је објавила неколико књига: Комуникологија, Комуникација и јавност, Мушки свет и Пољубац у доба кулирања. У сарадњи са својом сестром близнакињом, познатом српском књижевницом, Мирјаном Бобић-Мојсиловић, написала је књигу о хороскопу Liber Stellarum.

## О делима
У своје две књиге, Комуникологија и Комуникација и јавност, бави се феноменом комуникације, њеним значајем као и односом комуникације и различитих области, а као најважније наводи који су услови успешне комуникације.
У књизи Мушки свет главну тему заузима „маскулини принцип контроле“ као и разлика мушкости и женскости.
Књига која је привукла највећу пажњу јавности,Пољубац у доба кулирања, говори о актуелном проблему – дистанци међу људима, нарочито у мушко-женским односима, и о одсутности пољубаца и осећајности. Ова књига је добитник награде Исидориним стазама. Још је прожета и занимљивим чињеницама и статистичким подацима.
Њене књиге се користе као универзитетски уџбеници.
Књига New$ Age (2008, Службени гласник и Чигоја штампа) истражује начине на који савремена култура, поготово технологија као један њен део, утиче на промене у обрасцима друштвеног понашања. Промене у области савремених медија и техничких помагала (тзв. гаџета) извршили су пресудан утицај на обрасце на које се угледамо као и на тип комуникације међу људима. Последица првог јесу нови идоли и начин понашања (стила живота) који они диктирају - менаџер и успех или лепотица и непрекидна посвећеност одржавању витке линије; последица другог су промене у сфери интимности (додира) поготово међу младима. У томе је З. Томић писала у својој претходној књизи Пољубац у доба кулирања (2006, Народна књига). Њена основна теза јесте да је комуникација путем Интернета и мобилних телефона значајно сузила људске потребе за додиром и испољавањем емоција, поготово међу младима.
Томић је 2016. објавила дело Књига о ћутању (Чигоја).